# Otto Roquette
Otto Roquette (Krotoschin, Posen mellett, 1824. április 14. – Darmstadt, 1896. március 18.) német költő.

## Életútja
Heidelbergben, Berlinben és Halléban filozófiai, történelmi és irodalmi tanulmányokkal foglalkozott, aztán többféle intézetben tanárkodott és 1869-től a darmstadti politechnikumon az irodalom és történelem tanára volt. Költői hírnevét Roquette Waldmeisters Brautfahrt (Stuttgart, 1851, 66. kiad. 1893) c. kedves meséjével alapította meg, amelyet aztán egyéb ilynemű művei követtek: Liederbuch (Stuttgart, 1852, 3. kiad. Gedichte c. alatt 1880); Der Tag von St. Jakob (uo. 1852 és máskor); Herr Heinrich (uo. 1854 és máskor); Hans Heidekukuk (Berlin, 1855, 4. kiad. Stuttgart, 1894). Heinrich Falk (3 kötet, Berlin, 1858, 2. kiad. 1879) c. művével Roquette az elbeszélő irodalom terére lépett. Drámai művei közül a régebbiek összegyűjtve Dramatische Dichtungen c. alatt (1 kötet, Stuttgart, 1867, 2 kötet uo. 1876) jelentek meg. Újabb drámái: Lanzelot (1887); Der Schelm von Bergen; Hanswurst, Der Dämmeringsverein (Lipcse, 1890, az utóbbi három vígjáték megjelent a Reclam-féle kiadásban). Újabb művei közül megemlítjük: Fruhlingsstimmen (novellák, Boroszló, 1890). Írt német irodalomtörténetet is: Geschichte der deutschen Litteratur (2 kötet, Stuttgart 1862-63, 3. kiad. Geschichte der deutschen Dichtung c. alatt 1878). Roquette élete történetét Siebzig Jahre című műve tartalmazza (Darmstadt, 1894). Magyarul megjelent Szent Erzsébet legendája (fordította Ábrányi Kornél).

## Forrás
- Roquette. In  A Pallas nagy lexikona. Szerk. Bokor József. Budapest: Arcanum – FolioNET. 1998.  ISBN 963 85923 2 X